# Bandera de la Ciudad del Vaticano

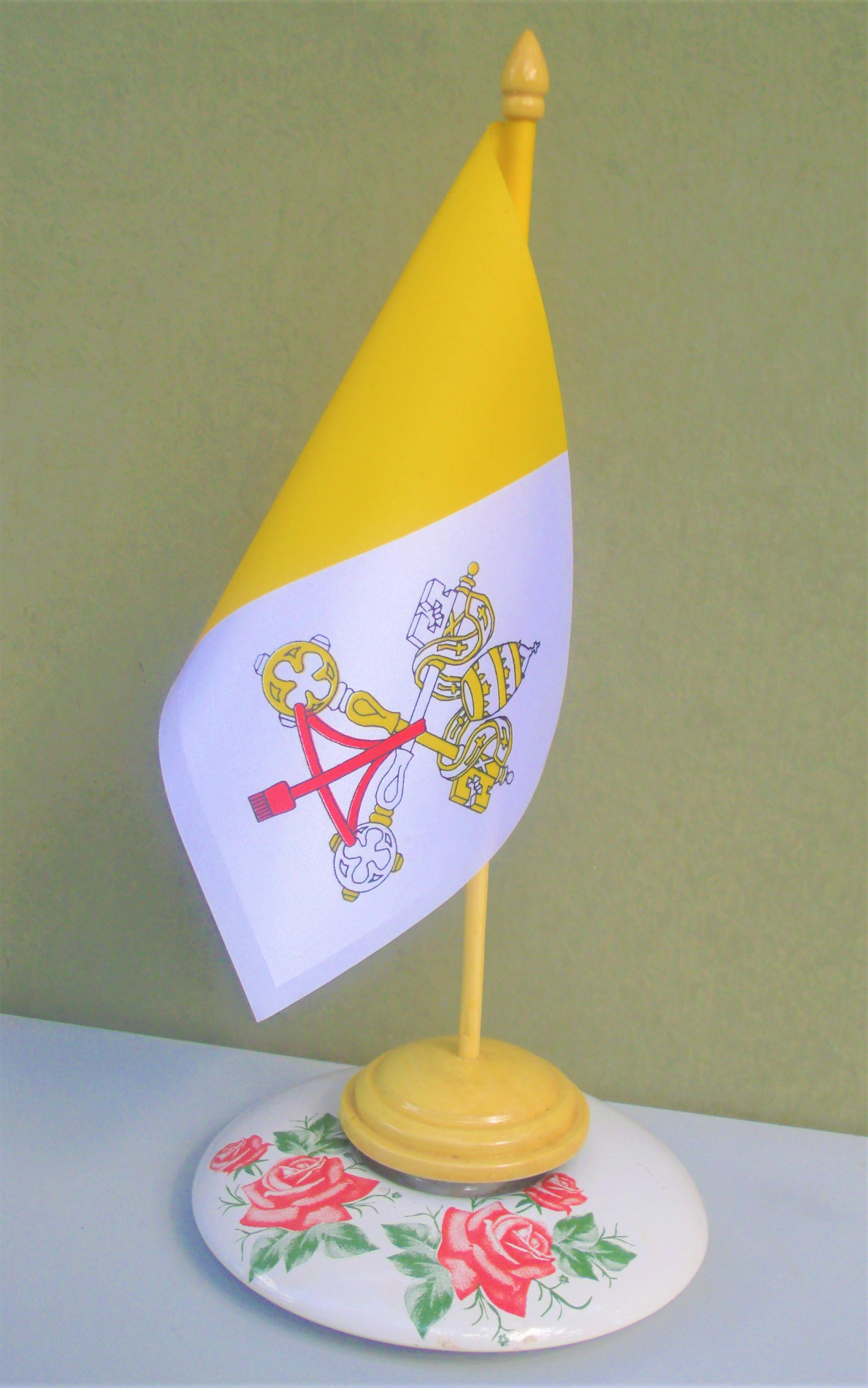
Bandera de mesa del Vaticano.

La bandera de la Ciudad del Vaticano está formada por dos franjas verticales con los colores amarillo y blanco, en la zona blanca están dibujadas las llaves del Reino de los Cielos. El color blanco simboliza el cielo y la gracia de Cristo. El amarillo representa las llaves de oro, símbolo de san Pedro y de la suprema autoridad del santo padre.
La bandera aparece descrita en la Ley fundamental del Estado de la Ciudad del Vaticano, artículo 20; del 26 de noviembre de 2000.
La bandera antes de 1808 era roja y amarilla, los colores tradicionales del Senado y el Pueblo Romano.

## Creación de la bandera
El papa Pío VII no quería que Napoleón sujetara al Estado Pontificio, por lo que el 13 de marzo de 1808 protestó enérgicamente. Ordenó, entre otras cosas, a los cuerpos que aún le eran fieles que sustituyeran la insignia con los colores romanos por una blanca y amarilla.
En el diario de un contemporáneo, el abad Luca Antonio Benedettalla escribe en la misma fecha que «el papa, para no confundir a los soldados romanos que están bajo el comandante francés, con los pocos que han quedado a su servicio, ha ordenado la nueva insignia amarilla y blanca. La han adoptado los guardias nobles y los suizos. La cosa es querida».
El 16 de marzo de 1808, Pío VII comunicó «por escrito tal disposición al Cuerpo Diplomático, y el respectivo documento se considera como el acta de nacimiento de los colores de la actual bandera del Estado de la Ciudad del Vaticano».

### Origen de los colores
La elección del blanco y amarillo recoge una antigua tradición según la cual, el oro y la plata simbolizan «las llaves del Reino que custodia san Pedro», y que en la antigüedad eran entregadas al Pontífice cuando este asumía la sede de Roma en la archibasílica lateranense.

## Adornos
En versiones de gala e interiores, la bandera puede estar adornada con unos flecos dorados en su perímetro.
El asta puede llevar un coronamiento en forma de punta de lanza.
La escarapela se ubica en el remate del asta y lleva los colores de la bandera (amarillo y blanco).

## Banderas históricas

Bandera de los Estados Pontificios hasta 1803.
Bandera de los Estados Pontificios entre 1803 y 1825.
Bandera de los Estados Pontificios de 1825 a 1849 y de 1849 a 1870.
Bandera de los Estados Pontificios empleada entre 1862 y 1870.
Bandera de la Ciudad del Vaticano de 1929 a 2001.
Bandera de la Ciudad del Vaticano entre 2001 y 2023.

## Versión incorrecta

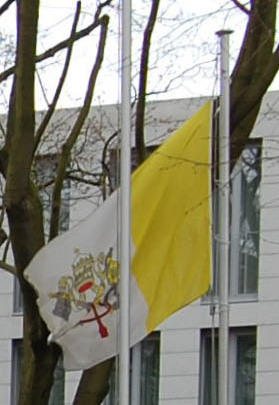
Versión incorrecta de la bandera en la Nunciatura Apostólica de Alemania en Berlin, se puede observar el interior de la tiara coloreado de color rojo.

Ocasionalmente, se usó una versión incorrecta de la bandera con el interior de la tiara papal coloreado de rojo en vez de blanco, y con diferentes tonos de amarillo o dorado en algunas partes del escudo de armas. Esta fue la versión que usó Wikimedia Commons para representar la bandera del 2006 al 2007, y del 2017 al 2022, lo que causó la difusión del diseño por internet. Se cree que la confusión viene del escudo de la Santa Sede, donde el interior de la tiara sí es de color rojo.

## Controversias
Durante la visita del Papa Francisco a Irlanda en 2018, el Consejo del Condado de Dublín Sur se negó a izar la bandera del Vaticano; una gasolinera local comenzó a hacerlo como respuesta.
Una lista de la Policía de Escocia sobre banderas cuya exhibición "de forma amenazante" podría ser un delito penal incluía la bandera del Vaticano. El sectarismo es común en Escocia, especialmente en Glasgow, y la bandera del Vaticano supuestamente podría ondearse como signo de identidad católica para intimidar a los vecinos protestantes.